# 오야마 슌스케
오야마 슌스케(일본어: 大山 俊輔, 1986년 4월 6일 ~ )는 일본의 전 축구 선수이다.

## 구단 경력
과거 우라와 레즈, 에히메 FC, 쇼난 벨마레, 카탈레 도야마에서 활동하였다.